# حمود الشمري
حمود صالح الشمري لاعب كرة قدم سعودي، يلعب كلاعب وسط. ويلعب حالياً مع نادي العين.

## مسيرة اللاعب
بدأ في الفئات السنية في نادي التضامن و انتقل إلى الفئات السنية في نادي الهلال في عام 2016 و انتقل إلى الفئات السنية في نادي الشباب في عام 2017 و انتقل إلى أولمبي نادي الفيصلي في عام 2019و صعد للفريق الأول في عام 2020 و أعير إلى نادي الجيل مطلع عام 2021 و أعير إلى نادي الجندل في صيف عام 2021 ولعب بعدها مع نادي الجندل ونادي العين.